# Leibnizufer
Das Leibnizufer ist eine in Hannover parallel zur Leine verlaufende Hauptverkehrsstraße. Sie bildet die Grenze zwischen dem Stadtteil Mitte mit der Altstadt und der Calenberger Neustadt. Benannt ist sie nach dem lange in Hannover lebenden Universalgelehrten Gottfried Wilhelm Leibniz.

## Verlauf
Der Straßenverlauf erstreckt sich in nordwestlich-südöstlicher Richtung zwischen Goethestraße und Friederikenplatz auf dem westlichen Leineufer. Auf dem gegenüberliegenden östlichen Leineufer befindet sich das Hohe Ufer. Das Leibnizufer ist Teil des sogenannten Cityrings, der den Stadtteil Mitte umgibt und ihn in diesem Bereich von der Calenberger Neustadt trennt. Die Straße ist über den Königsworther Platz und den Zubringer Bremer Damm direkt an den Westschnellweg angebunden.

## Geschichte
Die Straße Leibnizufer war bereits zur Zeit des Nationalsozialismus ab 1938 durch den hannoverschen Stadtplaner Karl Elkart projektiert, um den Fernverkehr aus dem Stadtzentrum herauszunehmen. Die heutige Fläche der Straße war zu dieser Zeit eng mit Fachwerkhäusern der Calenberger Neustadt bestanden. Auch gab es dort eine bebaute Insel, die die Leine mit einem Leinearm bildete. Es war ein verruchtes Rotlichtviertel, in dem zeitweise auch der Serienmörder Fritz Haarmann lebte. Durch die Luftangriffe auf Hannover im Zweiten Weltkrieg kam es zu großen Zerstörungen in der Altbausubstanz. Nach dem Krieg wurden der Leinearm zugeschüttet und die Ruinen planiert. Die darauf errichtete Straße wurde von Stadtbaurat Rudolf Hillebrecht geplant und 1952 realisiert. Ein beherrschendes Gebäude an der Straße ist der frühere Hauptsitz der Preussag AG von 1953.
Die erhaltenen Reste des alten Leineverlaufs mit der Befestigungsmauer mit Stützsteinen gegenüber dem Leineschloss, die Reste der ehemaligen Bebauung sowie der Duve-Brunnen sind denkmalgeschützt.
Im Rahmen der Stadtplanung Hannover City 2020 + ist eine Umgestaltung des Leibnizufers angedacht.

## Kunst im öffentlichen Raum
Am Leibnizufer befinden sich die Nanas in Hannover, Kunstwerke der französischen Künstlerin Niki de Saint Phalle in Form von überlebensgroßen, bunten Frauenfiguren. Das Leibnizufer ist Teil der Skulpturenmeile Hannover. An der Straße steht die Plastik Umschauende von 1956, die der Bildhauer Kurt Lehmann geschaffen hat. An der Leine verläuft parallel zum Leibnizufer die Mike Gehrke-Promenade.

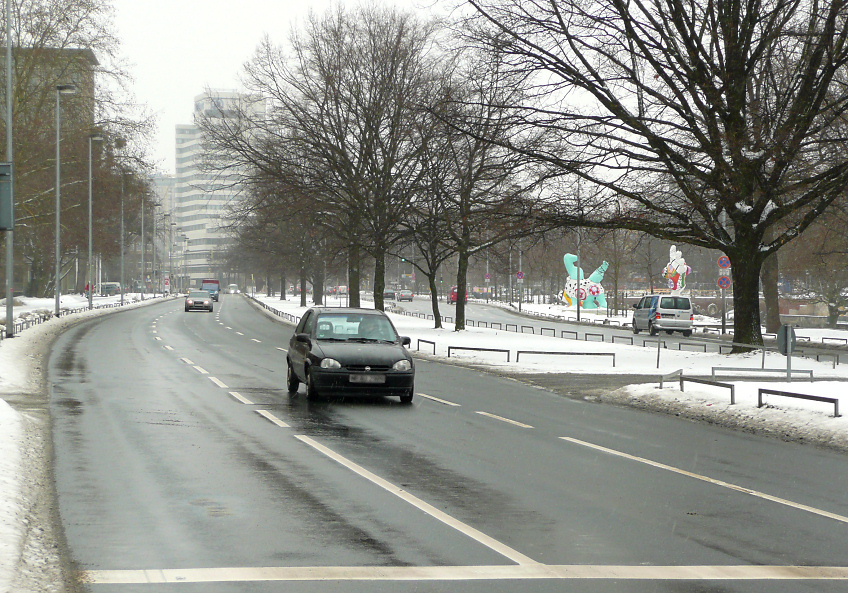
Leibnizufer, rechts die Nanas
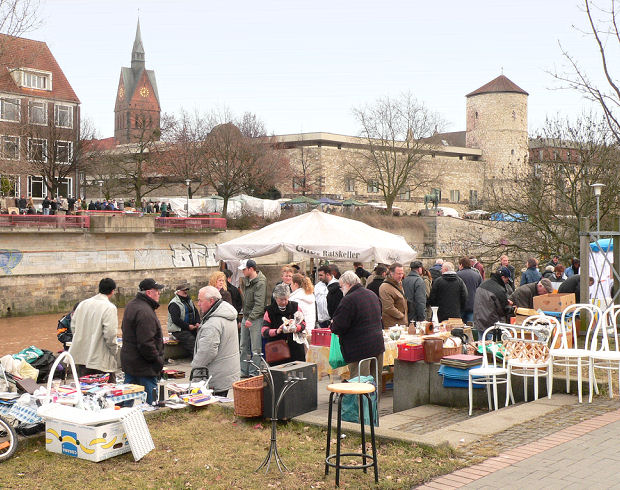
Altstadt-Flohmarkt am Leibnizufer der Leine, gegenüberliegend Hohes Ufer
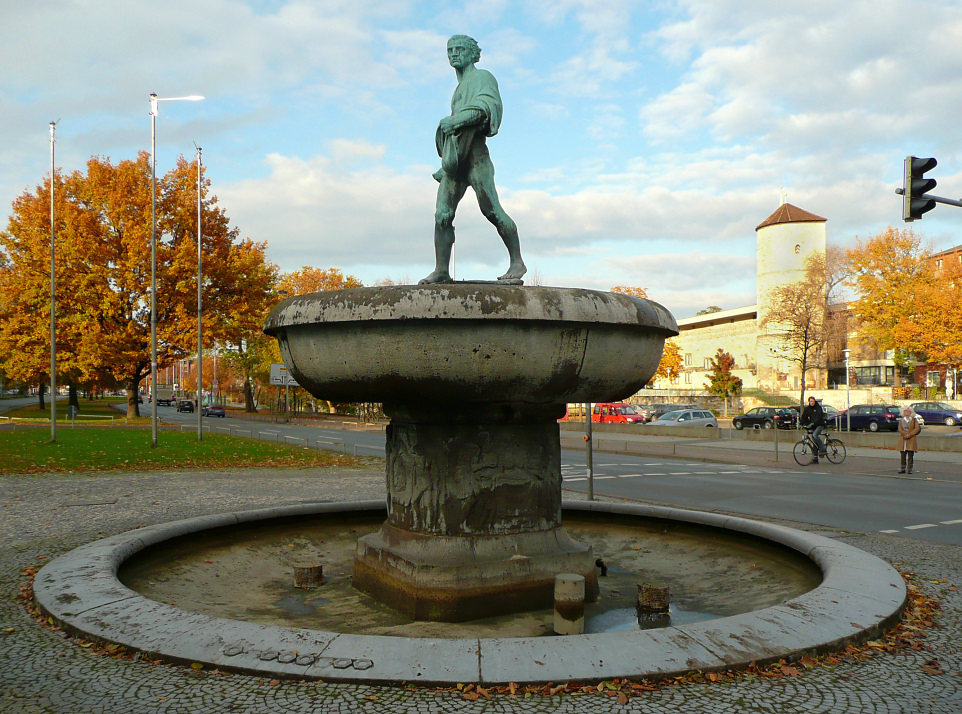
Duve-Brunnen auf dem Mittelstreifen des Leibnizufers
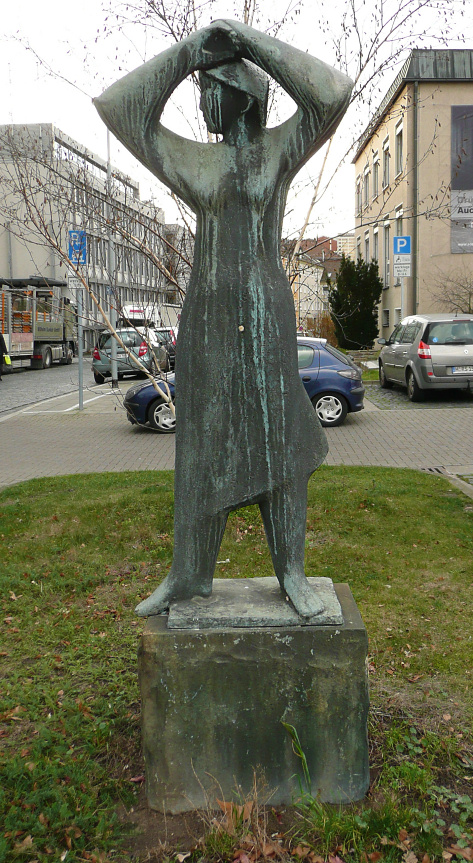
Plastik Umschauende von Kurt Lehmann von 1956 am Leibnizufer
Ehemaliges Verwaltungsgebäude der Preussag am Leibnizufer